# Recital

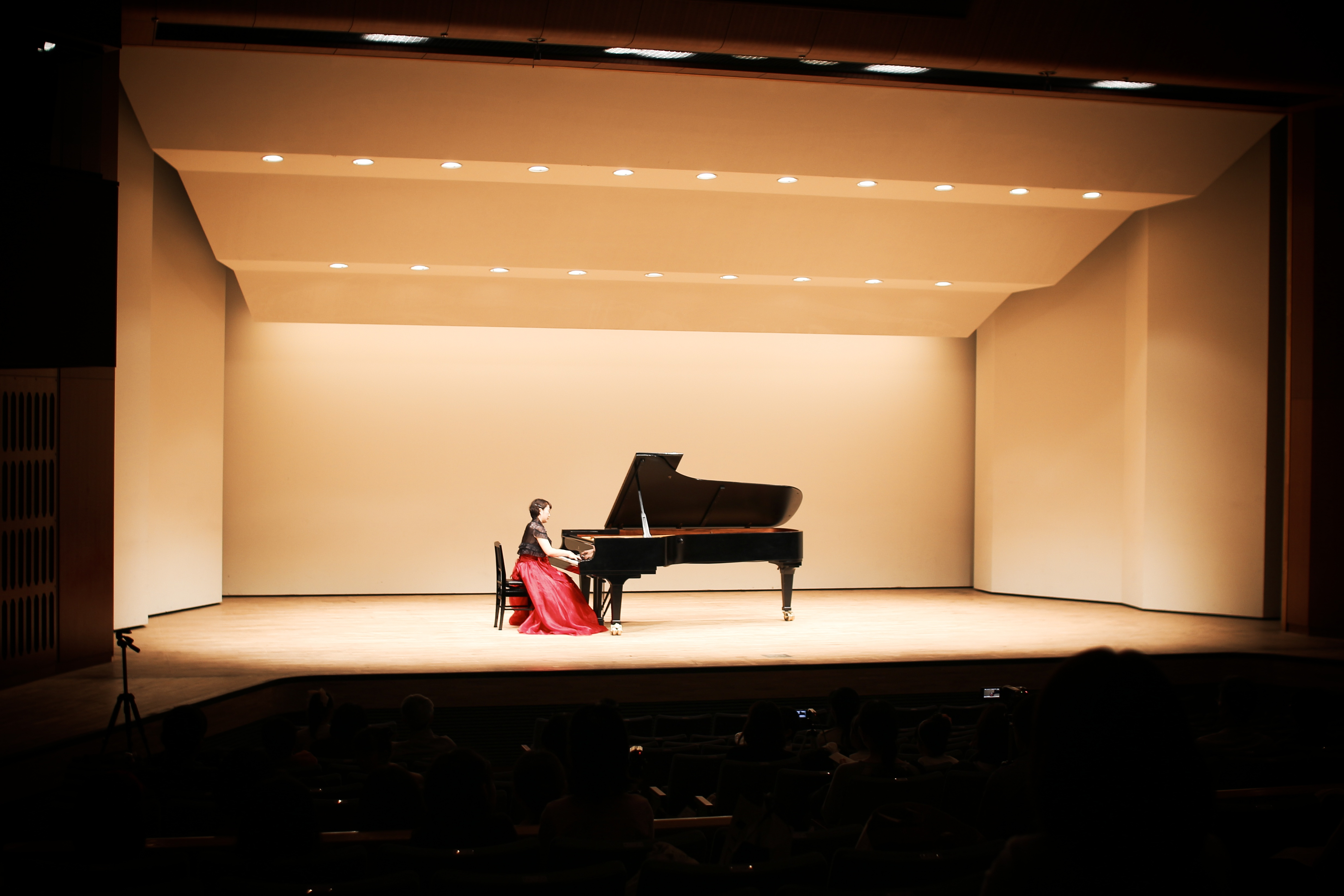
Recital fortepianowy

Recital – koncert z udziałem solisty (ewentualnie duetu, w przypadku recitalu kameralnego, np. skrzypka i towarzyszącego mu pianisty).
Słowo pochodzi z języka angielskiego recital i pierwszy raz zostało użyte przez Ferenca Liszta w 1840 w związku z jego występami pianistycznymi.